# Ciutadans pel Canvi
Ciutadans pel Canvi (CpC) (1999-2011) va ser un moviment polític de caràcter progressista, federal i republicanista creat per Pasqual Maragall que agrupava sectors de l'esquerra catalanista exteriors als partits polítics. A les eleccions al Parlament de Catalunya del 1999, 2003 i 2006 es van presentar en coalició amb el Partit dels Socialistes de Catalunya (PSC). Des de les eleccions del 2010, el PSC va trencar la col·laboració i l'any següent el moviment es va dissoldre.
L'entitat treballava per enfortir la democràcia. Volia retornar la política als ciutadans; lluitar contra totes les formes d'exclusió social i aconseguir autogovern amb un catalanisme integrador, progressista i solidari. Se centrava en la mobilització de la societat civil per a la reforma constitucional en clau federal, una nova llei electoral de Catalunya i la renda bàsica. L'associació s'articulava a través de plataformes territorials i de grups de treball temàtics.
El 1999 van obtenir setze diputats, el 2003 van ser deu i el 2006 només cinc. El primer president, Josep Maria Vallès i Casadevall, va ser conseller de Justícia de la Generalitat de Catalunya entre els anys 2003 i 2006. El 2006, Carme Valls-Llobet va prendre el relleu de Vallès en la presidència de CpC. Per a les Eleccions al Parlament de Catalunya de 2010 José Montilla va baixar la quota dels catalanistes a les llistes electorals. CpC era molt crític amb la submissió del PSC al PSOE. El 2 d'octubre del 2010 el plenari va elegir Àlvar Roda com a president. Sota la seva presidència es va decidir el 16 de desembre del 2011 dissoldre l'associació.
El desembre 2013, uns antics membres de l'associació, insatisfets amb el curs del Partit dels Socialistes de Catalunya van crear un nou moviment autonomista Socialisme, Catalunya i Llibertat.